# 15 Sagittarii
15 Sagittarii è una Supergigante blu, che è la componente più brillante di una Associazione OB detta Regione di Sagittarius OB7, che dista circa 5540 al (circa 1700 pc) dal nostro Sistema solare.
Presenta una magnitudine pari a 5,29 ed è situata nella costellazione del Sagittario.

## Osservazione
La sua magnitudine pari a 5,29 la rende quasi invisibile ad occhio nudo, pertanto può essere osservata senza l'ausilio di strumenti sotto un cielo limpido e possibilmente senza Luna, eventualmente con l'ausilio di strumenti mediamente potenti, in quanto deve essere anche risolta all'interno della Regione H II della quale è la componente più brillante.
Il periodo migliore per la sua osservazione nel cielo serale ricade nei mesi estivi.

## Caratteristiche fisiche
La sua velocità radiale negativa indica che la stella si sta avvicinando al nostro sistema solare.

## Occultazioni
Per la sua posizione prossima all'eclittica è talvolta soggetta ad occultazioni da parte della Luna e, più raramente, dei pianeti, generalmente quelli interni.
La prossima occultazione lunare avverrà il 16 novembre 2011.